# Skoki narciarskie na Zimowych Igrzyskach Olimpijskich 1984
Skoki narciarskie na Zimowych Igrzyskach Olimpijskich 1984 – zawody olimpijskie w skokach narciarskich przeprowadzone pomiędzy 12 a 18 lutego 1984 roku w ramach igrzysk w Sarajewie, zaliczane do klasyfikacji generalnej Pucharu Świata 1983/1984.
Podczas igrzysk rozegrane zostały dwie konkurencje w skokach narciarskich – 12 lutego były to zawody na obiekcie normalnym (K90), a 18 lutego – na obiekcie dużym (K112). W obu konkurencjach najlepsi okazali się Jens Weißflog i Matti Nykänen. Każdy z nich zdobył po jednym złotym i jednym srebrnym medalu. Weißflog został mistrzem olimpijskim na skoczni normalnej, a Nykänen na skoczni dużej. Brązowymi medalistami zostali natomiast: Jari Puikkonen na obiekcie K90 oraz Pavel Ploc na skoczni K112.
Łącznie w zawodach wystartowało 65 skoczków narciarskich z siedemnastu narodowych reprezentacji. Najmłodszym zawodnikiem, który wziął udział w konkursach olimpijskich w skokach narciarskich, był Martin Švagerko (16 lat i 134 dni), natomiast najstarszym – Walerij Sawin (32 lata i 237 dni).
Po raz czternasty skoczkowie narciarscy rywalizowali o medale igrzysk olimpijskich. Po raz pierwszy konkursy olimpijskie były traktowane niezależnie od mistrzostw świata w narciarstwie klasycznym, tzn. odstąpiono od reguły podwójnego mistrzostwa, według której każdy mistrz olimpijski stawał się automatycznie mistrzem świata.
W związku z niewłączeniem do kalendarza igrzysk w Sarajewie konkursu drużynowego w skokach narciarskich, po zakończeniu zmagań olimpijskich przeprowadzono nieoficjalne drużynowe mistrzostwa świata w Engelbergu, w których zwyciężyła reprezentacja Finlandii.

## Przed igrzyskami

### Organizacja

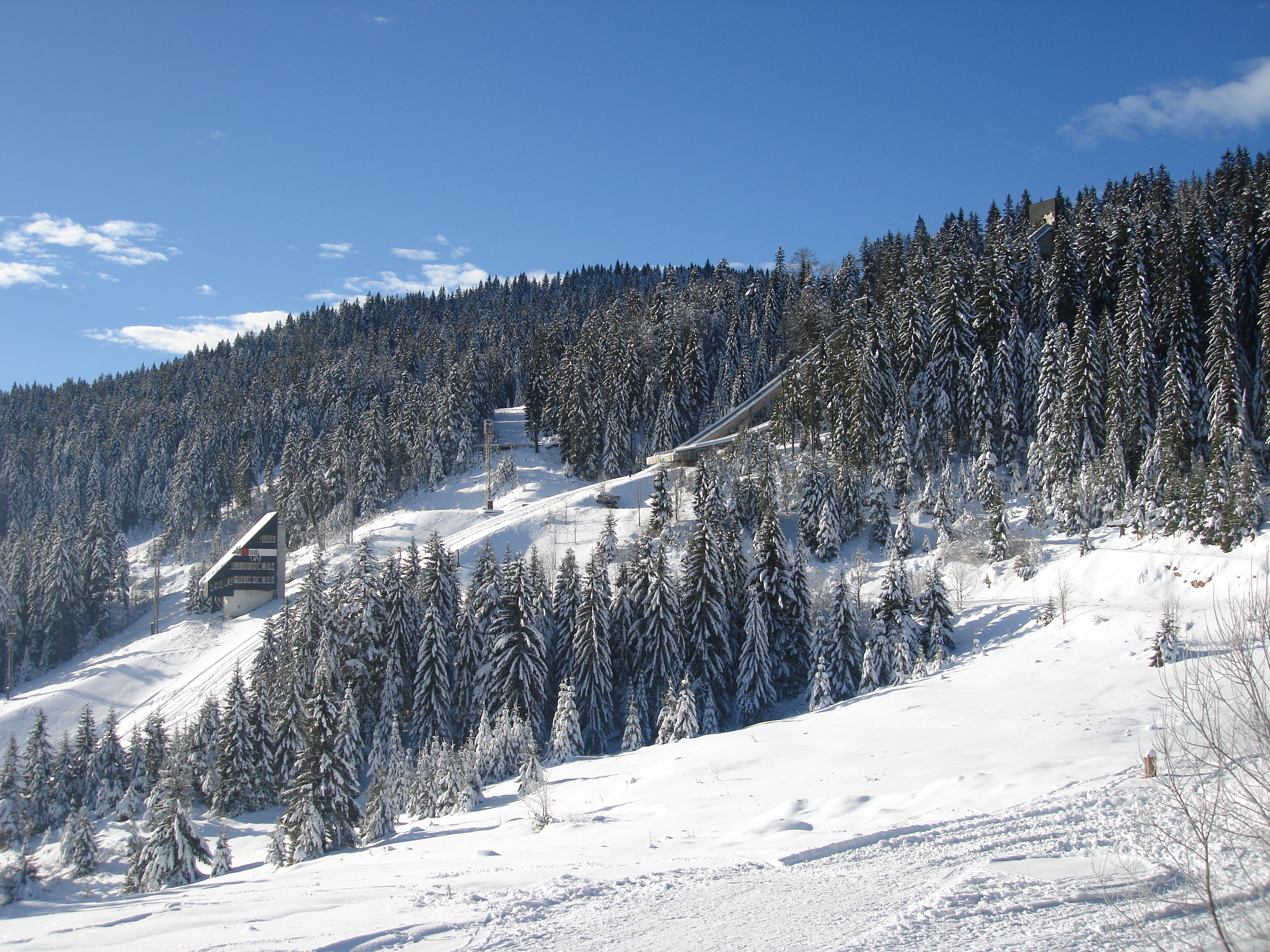
Masyw górski Igman wraz ze skoczniami olimpijskimi.

Przed zimowymi igrzyskami olimpijskimi jednym z głównych zadań organizatorów było odpowiednie skonstruowanie i przygotowanie obiektów sportowych. Głównym celem dotyczącym zawodów w skokach narciarskich była budowa dwóch skoczni narciarskich – jednej normalnej i jednej dużej oraz odpowiedniej liczby wyciągów narciarskich. W 1980 roku powstał projekt skoczni narciarskich, które ostatecznie postanowiono zbudować w masywie górskim Igman w miejscowości Malo Polje. Prace przy budowie rozpoczęto 1 czerwca 1981, zakończono – 1 grudnia 1982, a obiekty oddano do użytku w 1983 roku. Koszty budowy skoczni oraz innych wykonanych prac związanych ze skokami narciarskimi wyniosły blisko 337 milionów dinarów jugosłowiańskich.
Przed igrzyskami rozbudowano także Skenderiję, centrum kulturalno-sportowe w Sarajewie, w którym oficjalnie ogłaszano zwycięzców zawodów olimpijskich i w którym odbywała się dekoracja medalistów.
Na podstawie ilości sprzedanych biletów stwierdzono, że konkurs skoków na dużej skoczni był drugą pod względem popularności konkurencją olimpijską w 1984 roku. Biletów wstępu na ten konkurs sprzedano łącznie 90 000, w porównaniu do 100 000 sprzedanych na mecze hokeja na lodzie. Liczba biletów na zawody w skokach na obiekcie normalnym wyniosła natomiast 45 000. Ponadto, zgodnie z wymogami Międzynarodowego Komitetu Olimpijskiego, sztab organizacyjny miał obowiązek zapewnić określoną liczbę wolnych miejsc dla przedstawicieli MKOl i dla mediów.
W nocy z 8 na 9 lutego 1984 w Sarajewie i okolicznych miejscowościach, na których przeprowadzane były konkursy olimpijskie w różnych dyscyplinach, nastąpiło załamanie pogody. W efekcie przez noc przybyło 40 centymetrów świeżego śniegu, co zmusiło organizatorów do ponownego przygotowania obiektów tak, aby spełniały wszystkie wymogi niezbędne do przeprowadzenia zawodów. Mimo początkowych problemów, dzięki wytrwałości i wysiłkom pracowników udało się jednak uniknąć zmian w harmonogramie konkursów olimpijskich w skokach narciarskich.

### Rezygnacja z „podwójnego mistrzostwa”
Skoki narciarskie po raz pierwszy pojawiły się w kalendarzu zimowych igrzysk olimpijskich w 1924 roku. W latach 1924–1980 każdy medalista olimpijski w skokach narciarskich stawał się automatycznie medalistą mistrzostw świata w narciarstwie klasycznym. Pomiędzy 8 a 15 maja 1983 roku w Sydney zorganizowany został kongres Międzynarodowej Federacji Narciarskiej, na którym ustalono, że począwszy od konkursu olimpijskiego w Sarajewie przestanie obowiązywać ta zasada, zwana podwójnym mistrzostwem, a obie imprezy będą traktowane od siebie niezależnie. Wynikało to z decyzji, że konkursy o mistrzostwo świata postanowiono rozgrywać w latach nieparzystych, a zawody o mistrzostwo olimpijskie, tak jak dotychczas – w latach parzystych.

### Niewłączenie konkursu drużynowego do kalendarza igrzysk
Przed igrzyskami w Sarajewie zgłoszona została propozycja, aby do kalendarza olimpijskiego włączyć konkurs drużynowy w skokach narciarskich. Propozycja ta nie została jednak przyjęta i w kalendarzu pozostały dwa indywidualne konkursy skoków. W związku z tym, rozegrane zostały nieoficjalne mistrzostwa świata w Engelbergu, w skład których wchodziły wyłącznie zawody drużynowe w skokach narciarskich. Konkurs odbył się 26 lutego 1984, czyli po zakończeniu igrzysk olimpijskich. Najlepszą drużyną okazała się reprezentacja Finlandii, która wystartowała w składzie: Markku Pusenius, Pentti Kokkonen, Jari Puikkonen i Matti Nykänen. Drugie miejsce zajęli skoczkowie reprezentujący Niemiecką Republikę Demokratyczną, a trzecie – skaczący w barwach Czechosłowacji.

### Tło zawodów

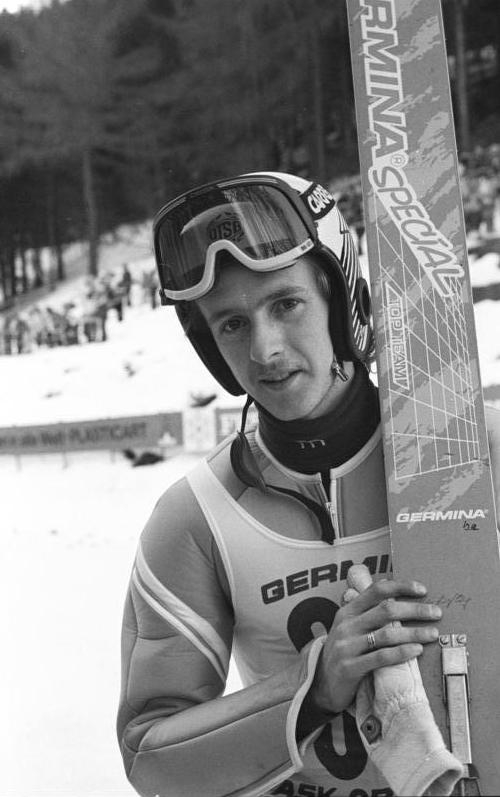
Jens Weißflog, lider klasyfikacji Pucharu Świata przed Zimowymi Igrzyskami Olimpijskimi 1984.

Podczas poprzednich igrzysk, tj. Zimowych Igrzysk Olimpijskich 1980 w Lake Placid, rozegrano dwa konkursy skoków narciarskich. Na skoczni normalnej mistrzem olimpijskim został Toni Innauer, który wyprzedził zajmujących ex aequo drugą pozycję – Manfreda Deckerta i Hirokazu Yagi. W zawodach na skoczni dużej złoty medal wywalczył Jouko Törmänen, srebrny – Hubert Neuper, a brązowy – Jari Puikkonen.
Konkursy olimpijskie w 1984 roku zaliczane były do klasyfikacji generalnej Pucharu Świata 1983/1984. Przed igrzyskami przeprowadzonych zostało trzynaście konkursów tej rangi. Najwięcej zwycięstw miał na koncie Jens Weißflog, który wygrywał pięciokrotnie i był jedynym zawodnikiem, który zwyciężył więcej niż raz. Ponadto, po jednej wygranej w zawodach PŚ w sezonie osiągnęli: Horst Bulau, Vegard Opaas, Primož Ulaga, Jeff Hastings, Klaus Ostwald, Jiří Parma, Masahiro Akimoto oraz Manfred Steiner.
Na przełomie 1983 i 1984 roku, w ramach Pucharu Świata odbył się 32. Turniej Czterech Skoczni, w którym zwyciężył Jens Weißflog, na drugim miejscu sklasyfikowany został Klaus Ostwald, a na trzecim – Matti Nykänen.

#### Klasyfikacja Pucharu Świata przed igrzyskami
W klasyfikacji Pucharu Świata przed rozpoczęciem Zimowych Igrzysk Olimpijskich 1984 prowadził reprezentant NRD – Jens Weißflog, który o 33 punkty wyprzedzał Matti Nykänena oraz o 38 punktów – Horsta Bulau i Klausa Ostwalda. Poniżej znajduje się pełna klasyfikacja Pucharu Świata 1983/1984 po przeprowadzeniu trzynastu konkursów indywidualnych.
| Klasyfikacja PŚ przed igrzyskami | Klasyfikacja PŚ przed igrzyskami | Klasyfikacja PŚ przed igrzyskami | Klasyfikacja PŚ przed igrzyskami | Klasyfikacja PŚ przed igrzyskami |
| Miejsce                          | Zawodnik                         | Państwo                          | Punkty                           | Strata do lidera                 |
| -------------------------------- | -------------------------------- | -------------------------------- | -------------------------------- | -------------------------------- |
| 1.                               | Jens Weißflog                    | NRD                              | 125                              | –                                |
| 2.                               | Matti Nykänen                    | Finlandia                        | 92                               | 33                               |
| 3.                               | Horst Bulau                      | Kanada                           | 87                               | 38                               |
| 3.                               | Klaus Ostwald                    | NRD                              | 87                               | 38                               |
| 5.                               | Primož Ulaga                     | Jugosławia                       | 81                               | 44                               |
| 6.                               | Jeff Hastings                    | Stany Zjednoczone                | 70                               | 55                               |
| 7.                               | Per Bergerud                     | Norwegia                         | 64                               | 61                               |
| 8.                               | Jiří Parma                       | Czechosłowacja                   | 60                               | 65                               |
| 9.                               | Vegard Opaas                     | Norwegia                         | 54                               | 71                               |
| 10.                              | Armin Kogler                     | Austria                          | 50                               | 75                               |
| 11.                              | Veli-Matti Ahonen                | Finlandia                        | 43                               | 82                               |
| 12.                              | Ole Gunnar Fidjestøl             | Norwegia                         | 41                               | 84                               |
| 13.                              | Manfred Steiner                  | Austria                          | 40                               | 85                               |
| 13.                              | Masahiro Akimoto                 | Japonia                          | 40                               | 85                               |
| 15.                              | Holger Freitag                   | NRD                              | 38                               | 87                               |
| 15.                              | Pavel Ploc                       | Czechosłowacja                   | 38                               | 87                               |
| 17.                              | Jari Puikkonen                   | Finlandia                        | 35                               | 90                               |
| 17.                              | Lido Tomasi                      | Włochy                           | 35                               | 90                               |
| 19.                              | Andreas Bauer                    | RFN                              | 33                               | 92                               |
| 20.                              | Hansjörg Sumi                    | Szwajcaria                       | 32                               | 93                               |
| 21.                              | Pentti Kokkonen                  | Finlandia                        | 31                               | 94                               |
| 22.                              | Andreas Felder                   | Austria                          | 29                               | 96                               |
| 23.                              | Piotr Fijas                      | Polska                           | 28                               | 97                               |
| 24.                              | Miran Tepeš                      | Jugosławia                       | 24                               | 101                              |
| 25.                              | Halvor Asphol                    | Norwegia                         | 23                               | 102                              |
| 26.                              | Hans Wallner                     | Austria                          | 21                               | 104                              |
| 27.                              | Gérard Colin                     | Francja                          | 19                               | 106                              |
| 28.                              | Jukka Kalso                      | Finlandia                        | 15                               | 110                              |
| 28.                              | Roger Ruud                       | Norwegia                         | 15                               | 110                              |
| 28.                              | Hroar Stjernen                   | Norwegia                         | 15                               | 110                              |
| 28.                              | Franz Wiegele                    | Austria                          | 15                               | 110                              |
| 28.                              | Adolf Hirner                     | Austria                          | 15                               | 110                              |
| 28.                              | Ole Christian Eidhammer          | Norwegia                         | 15                               | 110                              |
| 34.                              | Markku Pusenius                  | Finlandia                        | 14                               | 111                              |
| 34.                              | Vladimír Podzimek                | Czechosłowacja                   | 14                               | 111                              |
| 36.                              | Steinar Bråten                   | Norwegia                         | 12                               | 113                              |
| 36.                              | Fritz Esser                      | Austria                          | 12                               | 113                              |
| 36.                              | Peter Rohwein                    | RFN                              | 12                               | 113                              |
| 36.                              | Dennis McGrane                   | Stany Zjednoczone                | 12                               | 113                              |
| 36.                              | Ernst Vettori                    | Austria                          | 12                               | 113                              |
| 36.                              | Ladislav Dluhoš                  | Czechosłowacja                   | 12                               | 113                              |
| 42.                              | Rolf Åge Berg                    | Norwegia                         | 11                               | 114                              |
| 43.                              | Ján Jelenský                     | Czechosłowacja                   | 10                               | 115                              |
| 43.                              | Manfred Deckert                  | NRD                              | 10                               | 115                              |
| 43.                              | Vidar Johansen                   | Norwegia                         | 10                               | 115                              |
| 43.                              | Matthias Buse                    | NRD                              | 10                               | 115                              |
| 43.                              | Christian Hauswirth              | Szwajcaria                       | 10                               | 115                              |
| 43.                              | Thomas Klauser                   | RFN                              | 10                               | 115                              |
| 49.                              | Landis Arnold                    | Stany Zjednoczone                | 8                                | 117                              |
| 50.                              | Vasja Bajc                       | Jugosławia                       | 7                                | 118                              |
| 51.                              | Massimo Rigoni                   | Włochy                           | 6                                | 119                              |
| 51.                              | Børge Benum                      | Norwegia                         | 6                                | 119                              |
| 53.                              | Fabrice Piazzini                 | Szwajcaria                       | 5                                | 120                              |
| 53.                              | Georg Waldvogel                  | RFN                              | 5                                | 120                              |
| 53.                              | Satoru Matsuhashi                | Japonia                          | 5                                | 120                              |
| 56.                              | David Brown                      | Kanada                           | 4                                | 121                              |
| 56.                              | Uli Boll                         | RFN                              | 4                                | 121                              |
| 58.                              | Alfred Groyer                    | Austria                          | 3                                | 122                              |
| 58.                              | Władimir Brejczew                | Bułgaria                         | 3                                | 122                              |
| 58.                              | Janusz Malik                     | Polska                           | 3                                | 122                              |
| 58.                              | Steve Collins                    | Kanada                           | 3                                | 122                              |
| 58.                              | Hirokazu Yagi                    | Japonia                          | 3                                | 122                              |
| 58.                              | Hubert Neuper                    | Austria                          | 3                                | 122                              |
| 64.                              | Ron Richards                     | Kanada                           | 2                                | 123                              |
| 64.                              | Masahiko Takahashi               | Japonia                          | 2                                | 123                              |
| 66.                              | Raimund Resch                    | Austria                          | 1                                | 124                              |
| 66.                              | Stefan Stannarius                | NRD                              | 1                                | 124                              |
| 66.                              | Thomas Hasslberger               | RFN                              | 1                                | 124                              |
| 66.                              | Reed Zuehlke                     | Stany Zjednoczone                | 1                                | 124                              |
| 66.                              | Yatarō Watase                    | Japonia                          | 1                                | 124                              |

## Obiekty
Konkursy olimpijskie w 1984 roku rozgrywane były na dwóch obiektach – normalnym (K90) i dużym (K112). Obie skocznie, zbudowane specjalnie na igrzyska olimpijskie, zlokalizowane są w Kompleksie Skoczni Olimpijskich w masywie górskim Igman.
|       | Nazwa skoczni | Miasto   | Początek bezpiecznej strefy lądowania (Punkt P) | Punkt konstrukcyjny (Punkt K) | Wartość progowa (Punkt TP) | Nota za każdy metr |
| ----- | ------------- | -------- | ----------------------------------------------- | ----------------------------- | -------------------------- | ------------------ |
|       | Igman         | Sarajewo | 70 m                                            | K90                           | 90 m                       | 1,6 pkt            |
| Igman | 90 m          | Sarajewo | K112                                            | 112 m                         | 1,4 pkt                    |                    |

## Jury
Dyrektorem konkursów w skokach narciarskich na Zimowych Igrzyskach Olimpijskich 1984 był Janez Gorišek, a funkcję delegata technicznego sprawował Torbjørn Yggeseth. W skład jury weszli także przedstawiciele sędziów i trenerów. W konkursie na skoczni K90 reprezentantem sędziów był Sylwester Pancherz, a przedstawicielami trenerów – Danilo Pudgar i Hannu Lepistö, a w zawodach na skoczni K112 w skład jury weszli: Hans Ostler jako sędzia oraz H. Dieter Grellmann i Danilo Pudgar jako trenerzy.
Ponadto, skoki w obu konkursach oceniało pięciu sędziów, którzy przyznawali zawodnikom noty punktowe za styl. Składy sędziowskie, wraz z miejscami zajmowanymi na wieży, przedstawia poniższa tabela.
| Sędzia             | Kraj       | Stanowisko na wieży sędziowskiej konk. ind. K90 | Stanowisko na wieży sędziowskiej konk. ind. K112 |
| ------------------ | ---------- | ----------------------------------------------- | ------------------------------------------------ |
| Vidar Fahlen       | Szwecja    | –                                               | B                                                |
| Jože Javornik      | Jugosławia | B                                               | C                                                |
| Odd Jørgensen      | Norwegia   | E                                               | –                                                |
| Akio Kasaya        | Japonia    | D                                               | E                                                |
| Hans Ostel         | RFN        | C                                               | D                                                |
| Sylwester Pancherz | Polska     | A                                               | A                                                |

## Przebieg zawodów

### Konkurs na skoczni normalnej

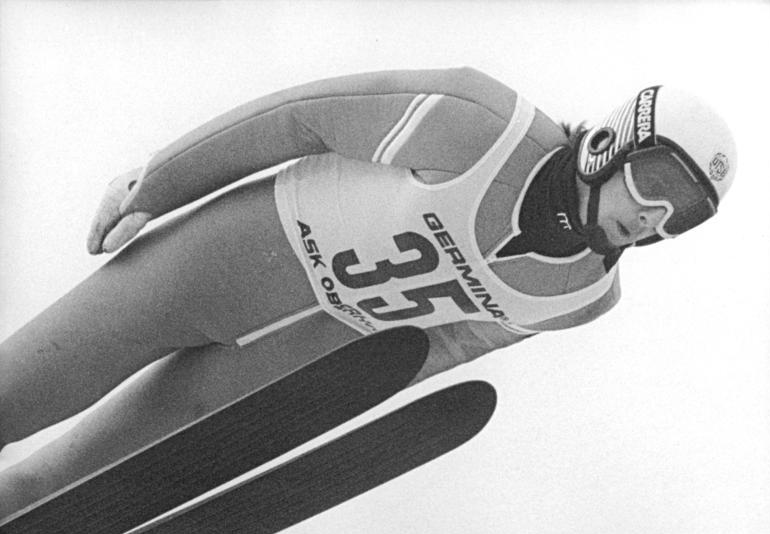
Jens Weißflog – mistrz olimpijski ze skoczni normalnej i wicemistrz ze skoczni dużej.

Pierwszy z konkursów skoków w ramach igrzysk w Sarajewie przeprowadzono 12 lutego na skoczni normalnej. Do konkursu zgłosiło się 58 zawodników. Pierwszym skoczkiem, który osiągnął 85 metrów, był reprezentant Norwegii, Steinar Bråten. Metr dalej lądował inny norweski zawodnik – Vegard Opaas, jednak uzyskał niższe noty za styl niż Bråten i plasował się za nim. Obu Norwegów wyprzedził natomiast skaczący z 23. numerem startowym reprezentant Stanów Zjednoczonych, Dennis McGrane, który wylądował na 86 metrze. Taki sam rezultat osiągnął Rolf Åge Berg, jednak za sprawą not sędziowskich wyższych o półtora punktu od Amerykanina objął prowadzenie. Z numerem 45. wystąpił włoski skoczek, Lido Tomasi, który uzyskał najlepszy rezultat do tego momentu konkursu, skacząc 87 metrów, ale otrzymał niższe noty i plasował się za Bergiem, McGrane i Bråtenem. Pięćdziesiątym w kolejności zawodnikiem był ówczesny lider klasyfikacji Pucharu Świata, Jens Weißflog. Reprezentant Niemieckiej Republiki Demokratycznej osiągnął 90 metrów, co stało się nowym rekordem olimpijskim i dzięki czemu objął prowadzenie z przewagą 6,4 punktu nad drugim Bergiem. Wcześniejszy wynik Tomasiego – 87 metrów osiągnął także startujący jako jeden z kolejnych zawodników – Piotr Fijas i po swoim skoku zajmował trzecie miejsce. Taką samą odległość uzyskał także startujący w barwach RFN – Andreas Bauer i dzięki wyższym notom sędziowskim wyprzedził Fijasa. Bezspośrednio po Bauerze wystąpił przedostatni zawodnik serii – Matti Nykänen, który poprawił o metr rekord Weißfloga i wyprzedził go o 3,6 punktu. Pierwszą serię zakończył skoczek radziecki, Giennadij Prokopienko, który nie odegrał większej roli w konkursie. Po pierwszej serii skoków prowadził zatem Nykänen przed Weißflogiem i Bauerem.

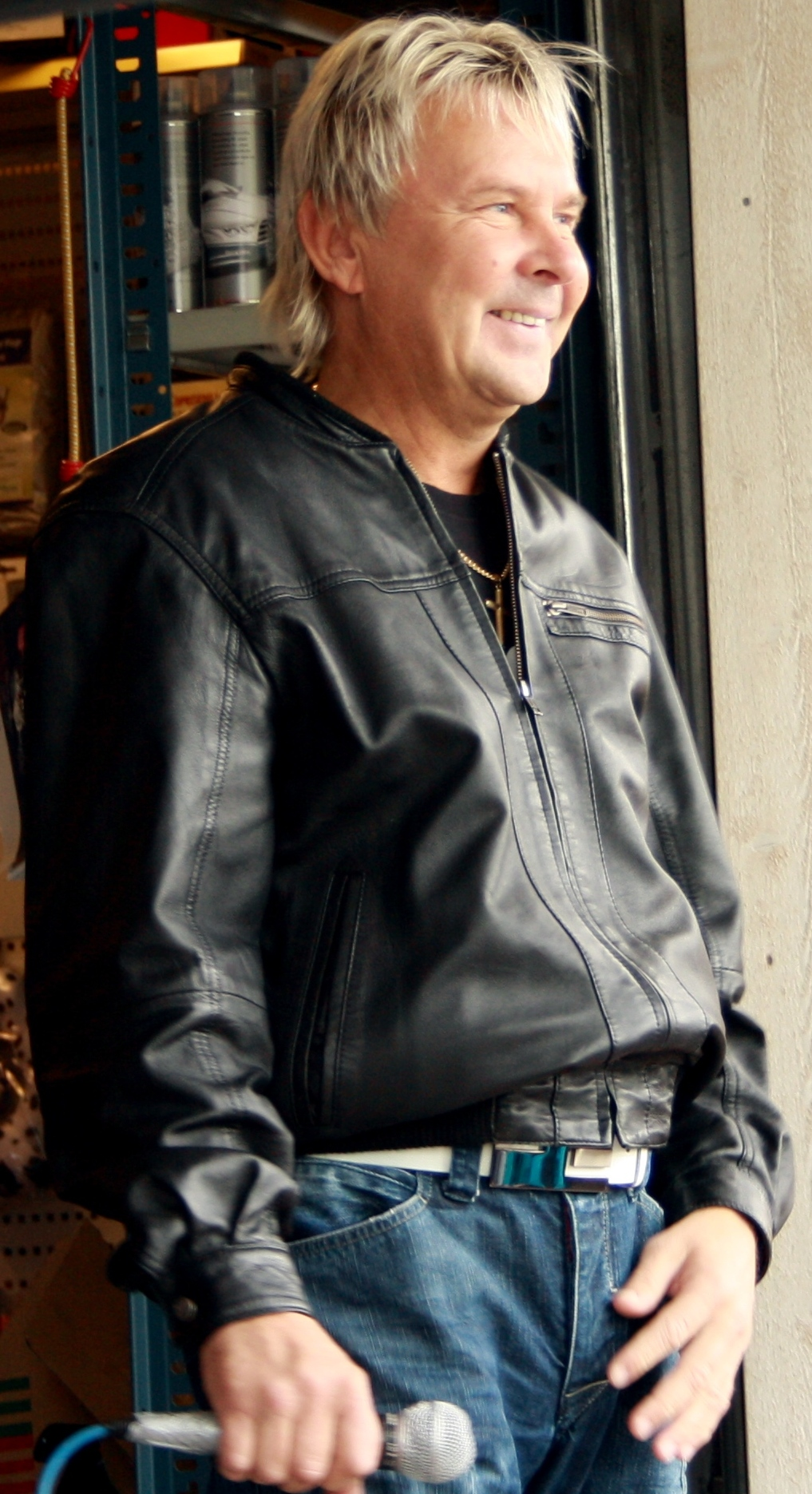
Matti Nykänen, mistrz olimpijski ze skoczni dużej i wicemistrz ze skoczni normalnej.

W serii finałowej najdłuższy skok oddał Jari Puikkonen, który o pół metra poprawił rekord olimpijski Nykänena, skacząc 91,5 metra. Ponadto Puikkonen został najwyżej oceniony przez sędziów, otrzymując za styl łącznie 55 punktów. Ten rezultat pozwolił Finowi na awans w klasyfikacji konkursu z 21. na trzecią pozycję. Drugi pod względem odległości wynik serii finałowej osiągnął Stefan Stannarius, który lądował dwa metry bliżej od Puikkonena. Pozwoliło mu to awansować z piętnastej na czwartą lokatę. Trzecią odległość osiągnął Jiří Parma, skacząc 88,5 metra, a czwartą – Piotr Fijas, który uzyskał rezultat o pół metra gorszy. Ponadto czterech zawodników skoczyło 87 metrów. Byli to: Jens Weißflog, Andreas Felder, Vegard Opaas i Mike Holland. Ten ostatni swojej próby jednak nie ustał i spadł w klasyfikacji. Uzyskane przez Weißfloga 87 metrów pozwoliło mu nie tylko wyprzedzić Puikkonena, ale także pokonać prowadzącego po pierwszej serii Matti Nykänena. Zawodnik ten skoczył bowiem 84 metry, co było czternastym wynikiem serii finałowej. Przewaga po pierwszej serii pozwoliła mu jednak na pokonanie Puikkonena. Zatem mistrzem olimpijskim został Jens Weißflog, wicemistrzem – Matti Nykänen, a brązowym medalistą – Jari Puikkonen. Przegrana Nykänena z Weißflogiem określona została mianem jego porażki, bo to Fin był uważany za faworyta do zwycięstwa. Po konkursie zawodnik tłumaczył gorszy występ zatruciem pokarmowym.

### Konkurs na skoczni dużej
Sześć dni po zawodach na skoczni normalnej przeprowadzono konkurs na skoczni dużej. Jako pierwszy wystąpił Tomaž Dolar, który uzyskał 101,5 metra. Reprezentant Jugosławii plasował się na pierwszym miejscu do skoku piątego zawodnika, Matthiasa Buse na 102 metry. Cztery metry dalej lądował kolejny ze skoczków, Armin Kogler i wyprzedził Niemca. Tę samą odległość uzyskał następny w kolejności Ladislav Dluhoš, jednak otrzymał niższe noty za styl niż Austriak i zajmował drugie miejsce. Ci dwaj zawodnicy pozostawali na pierwszych dwóch miejscach przez 35 kolejnych skoków. W międzyczasie odległości istotne z punktu widzenia rywalizacji osiągnęli: 17. zawodnik konkursu – Satoru Matsuhashi (103,5 m), 32. w kolejności – Jari Puikkonen (103,5 m), 35. zawodnik – Vasja Bajc (103,5 m) oraz startujący z 41. numerem – Jeff Hastings (102,5 m). Bezpośrednio po Hastingsie zaprezentował się reprezentant RFN, Andreas Bauer, który skoczył o metr krócej niż prowadzący Kogler i drugi Dluhoš. Ze względu na niższe noty sędziowskie od Koglera, nie pozwoliło mu to na objęcie prowadzenia, ale wystarczyło na zajęcie drugiego miejsca. Z 45. numerem startowym wystąpił Piotr Fijas, który uzyskał 103 metry i plasował się pod koniec pierwszej dziesiątki. Krótko później pół metra dalej lądował Pavel Ploc, co pozwoliło czechosłowackiemu zawodnikowi na zajęcie siódmego miejsca po jego skoku. Z pięćdziesiątym numerem startowym wystąpił mistrz olimpijski ze skoczni normalnej – Jens Weißflog, który skoczył najdalej do tego momentu konkursu, osiągając 107 metrów. Jednocześnie Niemiec otrzymał najwyższe noty za styl i dzięki temu objął prowadzenie o 2,9 punktu nad Koglerem. Jako przedostatni wystąpił wicemistrz ze skoczni normalnej – Matti Nykänen, który nie tylko pokonał wszystkich dotychczasowych zawodników, ale także poprawił rekord skoczni w Sarajewie, uzyskując 116 metrów. Ponadto fiński zawodnik otrzymał o pół punktu wyższą sumę not za styl i objął prowadzenie. Serię zakończył reprezentant Włoch – Lido Tomasi, który skoczył 100,5 metra i nie zagroził czołówce. Po pierwszej serii prowadził zatem Matti Nykänen, który o 13,1 punktu wyprzedzał drugiego Jensa Weißfloga oraz o 16 punktów – trzeciego Armina Koglera.
W serii finałowej pierwszym zawodnikiem, który skoczył ponad 100 metrów, był Gérard Colin, który po pierwszej serii plasował się na 40. miejscu. Dzięki uzyskanej odległości awansował o osiem pozycji. Taką samą odległość jak Francuz uzyskał także Kanadyjczyk Ron Richards, dzięki czemu awansował z 34. na 25. miejsce. Największy awans w serii finałowej zaliczył Vladimír Podzimek, który po pierwszej rundzie był 24., ale uzyskane przez niego 108 metrów w serii finałowej sprawiło, że ostatecznie uplasował się na ósmym miejscu. O dziewięć pozycji poprawił się natomiast 22. zawodnik pierwszej serii – Primož Ulaga, który w finale skoczył 103 metry. Dwunasty zawodnik po pierwszej serii, Jeff Hastings osiągnął 107 metrów, co określono mianem dużej niespodzianki. Wynik Amerykanina dawał mu szansę na zdobycie medalu olimpijskiego, jednak odpowiedź dziewiątego po pierwszej serii – Pavla Ploca, który skoczył 109 metrów, praktycznie pozbawiła Hastingsa szans na medal. Ostatecznie Amerykanin uplasował się na czwartej pozycji, co jednak było największym osiągnięciem amerykańskich zawodników w skokach narciarskich na zimowych igrzyskach olimpijskich od 1924 roku, kiedy to brązowy medal zdobył Anders Haugen. Spośród kolejnych zawodników, którzy startowali bezpośrednio po Plocu, czterech skoczków przekroczyło 100 metrów. Jako pierwszy dokonał tego Jari Puikkonen skokiem na 102 metry, a następnie Andreas Bauer, który uzyskał 100,5 metra. Rezultaty te pozwoliły Finowi i Niemcowi na utrzymanie pozycji w pierwszej dziesiątce konkursu, ale nie były wystarczające do objęcia prowadzenia. Zawiedli Satoru Matsuhashi, Vasja Bajc, Ladislav Dluhoš i Armin Kogler, którzy po pierwszej serii zajmowali miejsca w czołowej dziesiątce, ale swoich pozycji nie utrzymali po krótkich skokach w serii finałowej. Po skoku Koglera, Pavel Ploc miał już zapewnione miejsce na podium, ponieważ do końca zostało już tylko dwóch zawodników. Wicelider po pierwszej serii – Jens Weißflog uzyskał 107,5 metra, co było wynikiem gorszym o półtora metra od Ploca, ale Niemiec otrzymał noty sędziowskie wyższe łącznie o cztery punkty, dzięki czemu został nowym liderem konkursu. Prowadzenia z pierwszej serii nie oddał Matti Nykänen, który w drugim skoku ponownie był najlepszy. Fin osiągnął 111 metrów i jednocześnie uzyskał wysokie noty sędziowskie, dzięki czemu wywalczył złoty medal olimpijski z dużą przewagą nad drugim Weißflogiem.
Uzyskana przez Nykänena przewaga nad Weißflogiem wyniosła 17,5 punktu, co jest rekordową różnicą punktową pomiędzy mistrzem i wicemistrzem olimpijskim w historii skoków narciarskich na zimowych igrzyskach olimpijskich.
Najwyżej sklasyfikowanym zawodnikiem norweskim był Ole Christian Eidhammer, który zajął osiemnaste miejsce. Był to najgorszy ze wszystkich dotychczasowych występów skoczków z tego kraju w historii igrzysk olimpijskich. Występ Norwegów w tej konkurencji określony został narodową katastrofą.

## Medaliści

### Konkurs indywidualny na skoczni K90 (12.02.1984)
| Medal | Imię i nazwisko | Skok 1           | Skok 2           | Noty za styl A • B • C • D • E                                    | Nota łączna | Strata  |
| ----- | --------------- | ---------------- | ---------------- | ----------------------------------------------------------------- | ----------- | ------- |
|       | Jens Weißflog   | 90,0 m 110,5 pkt | 87,0 m 104,7 pkt | 16,5 • 17,0 • 17,0 • 16,5 • 17,0 16,5 • 16,5 • 16,5 • 16,5 • 16,5 | 215,2 pkt   | –       |
|       | Matti Nykänen   | 91,0 m 114,1 pkt | 84,0 m 99,9 pkt  | 17,0 • 16,0 • 17,5 • 17,0 • 16,0 17,5 • 16,0 • 17,0 • 16,0 • 16,5 | 214,0 pkt   | 1,2 pkt |
|       | Jari Puikkonen  | 81,5 m 95,4 pkt  | 91,5 m 117,4 pkt | 17,0 • 16,0 • 16,5 • 16,0 • 16,5 18,0 • 18,5 • 18,5 • 18,0 • 18,5 | 212,8 pkt   | 2,4 pkt |

### Konkurs indywidualny na skoczni K112 (18.02.1984)
| Medal | Imię i nazwisko | Skok 1            | Skok 2            | Noty za styl A • B • C • D • E                                    | Nota łączna | Strata   |
| ----- | --------------- | ----------------- | ----------------- | ----------------------------------------------------------------- | ----------- | -------- |
|       | Matti Nykänen   | 116,0 m 119,1 pkt | 111,0 m 112,1 pkt | 17,5 • 18,0 • 18,5 • 18,0 • 17,5 17,5 • 18,0 • 18,0 • 18,5 • 17,0 | 231,2 pkt   | –        |
|       | Jens Weißflog   | 107,0 m 106,0 pkt | 107,5 m 107,7 pkt | 17,5 • 17,5 • 18,0 • 19,0 • 17,5 18,0 • 18,0 • 18,0 • 18,0 • 17,5 | 213,7 pkt   | 17,5 pkt |
|       | Pavel Ploc      | 103,5 m 97,1 pkt  | 109,0 m 105,8 pkt | 17,0 • 16,0 • 16,0 • 16,5 • 16,5 17,0 • 17,5 • 16,0 • 16,5 • 16,5 | 202,9 pkt   | 28,3 pkt |

### Klasyfikacja medalowa
| Klasyfikacja medalowa |                |       |        |      |       |
| Lp.                   | Państwo        | złoto | srebro | brąz | razem |
| 1.                    | Finlandia      | 1     | 1      | 1    | 3     |
| 2.                    | NRD            | 1     | 1      | –    | 2     |
| 3.                    | Czechosłowacja | –     | –      | 1    | 1     |

## Wyniki

### Konkurs indywidualny na skoczni K90 (12.02.1984)
| Miejsce | Skoczek               | Kraj              | Seria 1 | Seria 1 | Seria 2 | Seria 2 | Wynik punktowy |
| Miejsce | Skoczek               | Kraj              | Skok    | Nota    | Skok    | Nota    | Wynik punktowy |
| ------- | --------------------- | ----------------- | ------- | ------- | ------- | ------- | -------------- |
| 1.      | Jens Weißflog         | NRD               | 90,0    | 110,5   | 87,0    | 104,7   | 215,2          |
| 2.      | Matti Nykänen         | Finlandia         | 91,0    | 114,1   | 84,0    | 99,9    | 214,0          |
| 3.      | Jari Puikkonen        | Finlandia         | 81,5    | 95,4    | 91,5    | 117,4   | 212,8          |
| 4.      | Stefan Stannarius     | NRD               | 84,0    | 99,4    | 89,5    | 111,7   | 211,1          |
| 5.      | Rolf Åge Berg         | Norwegia          | 86,0    | 104,1   | 86,5    | 104,4   | 208,5          |
| 6.      | Andreas Felder        | Austria           | 84,0    | 99,9    | 87,0    | 105,7   | 205,6          |
| 7.      | Piotr Fijas           | Polska            | 87,0    | 103,2   | 88,0    | 101,3   | 204,5          |
| 8.      | Vegard Opaas          | Norwegia          | 86,0    | 101,1   | 87,0    | 102,7   | 203,8          |
| 9.      | Jeff Hastings         | Stany Zjednoczone | 84,0    | 99,4    | 86,0    | 104,1   | 203,5          |
| 10.     | Jiří Parma            | Czechosłowacja    | 81,0    | 92,6    | 88,5    | 110,1   | 202,7          |
| 11.     | Andreas Bauer         | RFN               | 87,0    | 104,7   | 83,0    | 97,3    | 202,0          |
| 12.     | Pentti Kokkonen       | Finlandia         | 84,0    | 101,4   | 84,0    | 99,9    | 201,3          |
| 13.     | Klaus Ostwald         | NRD               | 84,5    | 100,7   | 84,0    | 100,4   | 201,1          |
| 14.     | Pavel Ploc            | Czechosłowacja    | 86,0    | 101,1   | 84,0    | 97,4    | 198,5          |
| 15.     | Gérard Colin          | Francja           | 84,5    | 98,7    | 83,0    | 93,8    | 192,5          |
| 16.     | Massimo Rigoni        | Włochy            | 78,0    | 87,3    | 85,0    | 103,0   | 190,3          |
| 17.     | Vasja Bajc            | Jugosławia        | 83,0    | 94,8    | 82,0    | 95,2    | 190,0          |
| 18.     | Steinar Bråten        | Norwegia          | 85,0    | 102,0   | 79,0    | 87,9    | 189,9          |
| 19.     | Władimir Brejczew     | Bułgaria          | 80,5    | 89,3    | 86,0    | 100,1   | 189,4          |
| 20.     | Markku Pusenius       | Finlandia         | 79,5    | 89,2    | 85,0    | 99,0    | 188,2          |
| 21.     | Lido Tomasi           | Włochy            | 87,0    | 101,7   | 78,0    | 86,3    | 188,0          |
| 22.     | Georg Waldvogel       | RFN               | 83,0    | 101,0   | 80,0    | 86,8    | 187,8          |
| 22.     | Masaru Nagaoka        | Japonia           | 85,0    | 96,8    | 78,0    | 91,0    | 187,8          |
| 24.     | Hans Wallner          | Austria           | 83,0    | 97,8    | 79,0    | 88,4    | 186,7          |
| 25.     | Steve Collins         | Kanada            | 80,0    | 92,0    | 80,5    | 92,8    | 184,8          |
| 26.     | Giennadij Prokopienko | ZSRR              | 79,0    | 88,4    | 82,0    | 95,7    | 184,1          |
| 27.     | Miran Tepeš           | Jugosławia        | 81,0    | 92,6    | 80,0    | 90,5    | 183,1          |
| 28.     | Landis Arnold         | Stany Zjednoczone | 81,0    | 92,6    | 79,0    | 89,4    | 182,0          |
| 29.     | Ron Richards          | Kanada            | 78,5    | 85,6    | 83,0    | 95,3    | 180,9          |
| 30.     | Janusz Malik          | Polska            | 78,0    | 85,8    | 82,5    | 95,0    | 180,8          |
| 31.     | Walerij Sawin         | ZSRR              | 76,0    | 81,6    | 84,0    | 97,9    | 179,5          |
| 32.     | Hansjörg Sumi         | Szwajcaria        | 80,0    | 89,5    | 80,0    | 89,0    | 178,5          |
| 33.     | Dennis McGrane        | Stany Zjednoczone | 86,0    | 102,6   | 73,0    | 75,8    | 178,4          |
| 34.     | Satoru Matsuhashi     | Japonia           | 72,0    | 75,2    | 85,0    | 102,0   | 177,2          |
| 35.     | Holger Freitag        | NRD               | 78,0    | 87,8    | 77,0    | 85,7    | 173,5          |
| 36.     | Ernst Vettori         | Austria           | 84,5    | 97,2    | 72,5    | 76,0    | 173,2          |
| 37.     | Walentin Bożiczkow    | Bułgaria          | 79,5    | 89,7    | 76,0    | 81,1    | 170,8          |
| 38.     | Horst Bulau           | Kanada            | 76,0    | 82,6    | 78,0    | 86,8    | 169,4          |
| 39.     | Vladimír Podzimek     | Czechosłowacja    | 79,0    | 88,9    | 75,0    | 79,0    | 167,4          |
| 40.     | Bojan Globočnik       | Jugosławia        | 80,0    | 91,5    | 73,0    | 74,8    | 166,3          |
| 41.     | Mike Holland          | Stany Zjednoczone | 81,0    | 90,6    | 87,0    | 73,7    | 164,3          |
| 42.     | Martin Švagerko       | Czechosłowacja    | 77,0    | 84,2    | 75,0    | 77,5    | 161,7          |
| 43.     | Sandro Sambugaro      | Włochy            | 72,5    | 75,5    | 78,5    | 86,1    | 161,6          |
| 44.     | Peter Rohwein         | RFN               | 83,0    | 94,3    | 69,0    | 66,9    | 161,2          |
| 45.     | Hiroo Shima           | Japonia           | 74,0    | 78,4    | 76,0    | 82,6    | 161,0          |
| 46.     | Per Bergerud          | Norwegia          | 75,0    | 74,5    | 78,5    | 85,6    | 160,1          |
| 47.     | Thomas Klauser        | RFN               | 77,0    | 83,2    | 73,5    | 76,1    | 159,3          |
| 48.     | Christian Hauswirth   | Szwajcaria        | 73,5    | 76,6    | 76,0    | 82,6    | 159,2          |
| 49.     | Angeł Stojanow        | Bułgaria          | 72,5    | 74,0    | 77,0    | 83,2    | 157,2          |
| 50.     | Jurij Gołowszczikow   | ZSRR              | 66,0    | 57,6    | 84,0    | 96,9    | 154,5          |
| 51.     | David Brown           | Kanada            | 71,0    | 70,6    | 77,0    | 83,2    | 153,8          |
| 52.     | Armin Kogler          | Austria           | 72,0    | 74,7    | 74,0    | 78,4    | 153,1          |
| 53.     | Fabrice Piazzini      | Szwajcaria        | 75,0    | 76,5    | 73,5    | 76,1    | 152,6          |
| 54.     | José Rivera           | Hiszpania         | 72,5    | 71,5    | 70,0    | 70,0    | 141,5          |
| 55.     | Hirokazu Yagi         | Japonia           | 75,0    | 81,5    | 62,0    | 51,7    | 133,2          |
| 56.     | Bernat Solà           | Hiszpania         | 71,0    | 72,1    | 65,5    | 60,8    | 132,9          |
| 57.     | Primož Ulaga          | Jugosławia        | 59,5    | 36,2    | 82,5    | 95,5    | 130,9          |
| 58.     | Ángel Janiquet        | Hiszpania         | 64,5    | 58,2    | 67,5    | 63,5    | 121,7          |

### Konkurs indywidualny na skoczni K112 (18.02.1984)
| Miejsce | Skoczek                 | Kraj              | Seria 1 | Seria 1 | Seria 2 | Seria 2 | Wynik punktowy |
| Miejsce | Skoczek                 | Kraj              | Skok    | Nota    | Skok    | Nota    | Wynik punktowy |
| ------- | ----------------------- | ----------------- | ------- | ------- | ------- | ------- | -------------- |
| 1.      | Matti Nykänen           | Finlandia         | 116,0   | 119,1   | 111,0   | 112,1   | 231,2          |
| 2.      | Jens Weißflog           | NRD               | 107,0   | 106,0   | 107,5   | 107,7   | 213,7          |
| 3.      | Pavel Ploc              | Czechosłowacja    | 103,5   | 97,1    | 109,0   | 105,8   | 202,9          |
| 4.      | Jeff Hastings           | Stany Zjednoczone | 102,5   | 95,7    | 107,0   | 105,5   | 201,2          |
| 5.      | Jari Puikkonen          | Finlandia         | 103,5   | 100,1   | 102,0   | 96,5    | 196,6          |
| 6.      | Armin Kogler            | Austria           | 106,0   | 103,1   | 99,5    | 92,5    | 195,6          |
| 7.      | Andreas Bauer           | RFN               | 105,0   | 102,2   | 100,5   | 92,4    | 194,6          |
| 8.      | Vladimír Podzimek       | Czechosłowacja    | 98,5    | 88,6    | 108,0   | 105,9   | 194,5          |
| 9.      | Stefan Stannarius       | NRD               | 101,0   | 95,6    | 99,5    | 93,0    | 188,6          |
| 10.     | Horst Bulau             | Kanada            | 101,0   | 94,6    | 100,0   | 93,7    | 188,3          |
| 11.     | Tomaž Dolar             | Jugosławia        | 101,5   | 93,8    | 100,5   | 91,9    | 185,7          |
| 12.     | Ladislav Dluhoš         | Czechosłowacja    | 106,0   | 101,1   | 95,5    | 84,4    | 185,5          |
| 13.     | Primož Ulaga            | Jugosławia        | 99,0    | 89,3    | 103,0   | 95,9    | 185,2          |
| 14.     | Pentti Kokkonen         | Finlandia         | 98,5    | 90,1    | 99,0    | 92,3    | 182,4          |
| 15.     | Vasja Bajc              | Jugosławia        | 103,5   | 99,6    | 94,0    | 81,8    | 181,4          |
| 16.     | Markku Pusenius         | Finlandia         | 100,5   | 93,4    | 97,0    | 87,5    | 180,9          |
| 17.     | Piotr Fijas             | Polska            | 103,0   | 96,9    | 95,0    | 83,7    | 180,6          |
| 18.     | Ole Christian Eidhammer | Norwegia          | 100,5   | 93,4    | 97,0    | 86,5    | 179,9          |
| 19.     | Hirokazu Yagi           | Japonia           | 96,5    | 86,8    | 99,5    | 93,0    | 179,8          |
| 20.     | Satoru Matsuhashi       | Japonia           | 103,5   | 98,6    | 92,0    | 79,0    | 177,6          |
| 21.     | Matthias Buse           | NRD               | 102,0   | 97,0    | 93,0    | 79,9    | 176,9          |
| 22.     | Hansjörg Sumi           | Szwajcaria        | 99,0    | 88,3    | 98,5    | 88,1    | 176,4          |
| 23.     | Jiří Parma              | Czechosłowacja    | 94,0    | 81,8    | 100,0   | 92,2    | 174,0          |
| 24.     | Hans Wallner            | Austria           | 94,0    | 80,3    | 100,0   | 93,2    | 173,5          |
| 25.     | Ron Richards            | Kanada            | 94,0    | 79,3    | 101,0   | 93,6    | 172,9          |
| 26.     | Klaus Ostwald           | NRD               | 98,5    | 89,6    | 95,0    | 82,2    | 171,8          |
| 27.     | Vegard Opaas            | Norwegia          | 100,0   | 98,2    | 95,5    | 72,9    | 171,1          |
| 28.     | Andreas Felder          | Austria           | 94,0    | 80,8    | 99,5    | 89,5    | 170,3          |
| 29.     | Reed Zuehlke            | Stany Zjednoczone | 96,0    | 85,6    | 95,5    | 82,9    | 168,5          |
| 30.     | Giennadij Prokopienko   | ZSRR              | 93,5    | 79,1    | 97,0    | 88,0    | 167,1          |
| 31.     | Ole Gunnar Fidjestøl    | Norwegia          | 95,0    | 82,2    | 94,0    | 81,8    | 164,0          |
| 32.     | Gérard Colin            | Francja           | 90,0    | 71,2    | 101,0   | 92,6    | 163,8          |
| 33.     | Lido Tomasi             | Włochy            | 100,5   | 91,9    | 88,0    | 69,4    | 161,3          |
| 34.     | Massimo Rigoni          | Włochy            | 92,0    | 78,5    | 94,0    | 80,8    | 159,3          |
| 35.     | Peter Rohwein           | RFN               | 92,5    | 77,7    | 95,0    | 80,7    | 158,4          |
| 36.     | Steve Collins           | Kanada            | 99,0    | 89,8    | 86,0    | 66,6    | 156,4          |
| 37.     | Mike Holland            | Stany Zjednoczone | 90,0    | 71,2    | 96,0    | 83,6    | 154,8          |
| 38.     | Georg Waldvogel         | RFN               | 95,0    | 82,7    | 89,0    | 71,8    | 154,5          |
| 39.     | Jurij Gołowszczikow     | ZSRR              | 86,0    | 65,6    | 98,0    | 86,4    | 152,0          |
| 40.     | Fabrice Piazzini        | Szwajcaria        | 91,5    | 74,8    | 92,5    | 76,7    | 151,5          |
| 41.     | Manfred Steiner         | Austria           | 96,0    | 85,6    | 84,0    | 63,8    | 149,4          |
| 42.     | Władimir Brejczew       | Bułgaria          | 85,0    | 64,2    | 92,0    | 75,5    | 139,7          |
| 43.     | Masaru Nagaoka          | Japonia           | 92,0    | 75,5    | 84,0    | 63,3    | 138,8          |
| 44.     | Sandro Sambugaro        | Włochy            | 88,0    | 68,9    | 88,0    | 69,4    | 138,3          |
| 45.     | Miran Tepeš             | Jugosławia        | 77,0    | 47,0    | 95,0    | 83,7    | 130,7          |
| 46.     | Janusz Malik            | Polska            | 85,0    | 65,2    | 84,0    | 62,3    | 127,5          |
| 47.     | David Brown             | Kanada            | 81,0    | 57,1    | 84,5    | 64,5    | 121,6          |
| 48.     | José Rivera             | Hiszpania         | 84,0    | 63,3    | 76,0    | 50,6    | 113,9          |
| 49.     | Angeł Stojanow          | Bułgaria          | 82,0    | 59,0    | 77,0    | 49,5    | 108,5          |
| 50.     | Bernat Solà             | Hiszpania         | 74,0    | 47,3    | 77,0    | 52,0    | 99,3           |
| 51.     | Hiroo Shima             | Japonia           | 78,0    | 44,4    | 77,0    | 51,5    | 95,9           |
| 52.     | Rolf Åge Berg           | Norwegia          | 74,0    | 12,8    | 90,0    | 74,7    | 87,5           |
| 53.     | Dennis McGrane          | Stany Zjednoczone | 71,0    | 7,1     | 89,0    | 72,8    | 79,9           |

## Składy reprezentacji
Poniżej znajduje się zestawienie wszystkich skoczków narciarskich, którzy wystartowali w konkursach Zimowych Igrzysk Olimpijskich 1984 w Sarajewie. W statystykach zawodnicy uporządkowani zostali według państw, w barwach których startowali. Dodatkowo, dla zawodników, którzy wystartowali w konkursach poprzednich igrzysk, podano miejsca, które w nich uzyskali.
| Zawodnik                | Data urodzenia       | Miejsce na ZIO 1980 | Miejsce na ZIO 1980 | Miejsca na ZIO 1984 | Miejsca na ZIO 1984 | Źródło |
| Zawodnik                | Data urodzenia       | normalna            | duża                | normalna            | duża                | Źródło |
| ----------------------- | -------------------- | ------------------- | ------------------- | ------------------- | ------------------- | ------ |
| Austria (5)             |                      |                     |                     |                     |                     |        |
| Andreas Felder          | 6 marca 1962         | –                   | –                   | 6                   | 28                  | [ 29 ] |
| Armin Kogler            | 4 września 1959      | 12                  | 5                   | 52                  | 6                   | [ 30 ] |
| Manfred Steiner         | 27 listopada 1962    | –                   | –                   | –                   | 41                  | [ 31 ] |
| Ernst Vettori           | 25 czerwca 1964      | –                   | –                   | 36                  | –                   | [ 32 ] |
| Hans Wallner            | 29 maja 1953         | –                   | –                   | 24                  | 24                  | [ 33 ] |
| Bułgaria (3)            |                      |                     |                     |                     |                     |        |
| Walentin Bożiczkow      | 2 maja 1958          | –                   | –                   | 37                  | –                   | [ 34 ] |
| Władimir Brejczew       | 16 grudnia 1958      | –                   | –                   | 19                  | 42                  | [ 35 ] |
| Angeł Stojanow          | 23 czerwca 1958      | –                   | –                   | 49                  | 49                  | [ 36 ] |
| Czechosłowacja (5)      |                      |                     |                     |                     |                     |        |
| Ladislav Dluhoš         | 6 października 1965  | –                   | –                   | –                   | 12                  | [ 37 ] |
| Jiří Parma              | 9 stycznia 1963      | –                   | –                   | 10                  | 23                  | [ 38 ] |
| Pavel Ploc              | 15 czerwca 1964      | –                   | –                   | 14                  | 3                   | [ 39 ] |
| Vladimír Podzimek       | 12 maja 1965         | –                   | –                   | 39                  | 8                   | [ 40 ] |
| Martin Švagerko         | 2 października 1967  | –                   | –                   | 42                  | –                   | [ 41 ] |
| Finlandia (4)           |                      |                     |                     |                     |                     |        |
| Pentti Kokkonen         | 15 grudnia 1955      | 5                   | 12                  | 12                  | 14                  | [ 42 ] |
| Matti Nykänen           | 17 lipca 1963        | –                   | –                   | 2                   | 1                   | [ 43 ] |
| Jari Puikkonen          | 25 czerwca 1959      | 16                  | 3                   | 3                   | 5                   | [ 44 ] |
| Markku Pusenius         | 29 maja 1964         | –                   | –                   | 20                  | 16                  | [ 45 ] |
| Francja (1)             |                      |                     |                     |                     |                     |        |
| Gérard Colin            | 3 marca 1958         | 35                  | 42                  | 15                  | 32                  | [ 46 ] |
| Hiszpania (3)           |                      |                     |                     |                     |                     |        |
| Ángel Janiquet          | 25 października 1962 | –                   | –                   | 58                  | –                   | [ 47 ] |
| José Rivera             | 29 grudnia 1962      | –                   | –                   | 54                  | 48                  | [ 48 ] |
| Bernat Solà             | 5 września 1965      | –                   | –                   | 56                  | 50                  | [ 49 ] |
| Japonia (4)             |                      |                     |                     |                     |                     |        |
| Satoru Matsuhashi       | 6 grudnia 1961       | –                   | –                   | 34                  | 20                  | [ 50 ] |
| Masaru Nagaoka          | 6 sierpnia 1962      | –                   | –                   | 22                  | 43                  | [ 51 ] |
| Hiroo Shima             | 10 maja 1963         | –                   | –                   | 45                  | 51                  | [ 52 ] |
| Hirokazu Yagi           | 26 grudnia 1959      | 2                   | 19                  | 55                  | 19                  | [ 53 ] |
| Jugosławia (5)          |                      |                     |                     |                     |                     |        |
| Vasja Bajc              | 19 stycznia 1962     | –                   | –                   | 17                  | 15                  | [ 54 ] |
| Tomaž Dolar             | 27 października 1966 | –                   | –                   | –                   | 11                  | [ 55 ] |
| Bojan Globočnik         | 26 lutego 1962       | –                   | –                   | 40                  | –                   | [ 56 ] |
| Miran Tepeš             | 25 kwietnia 1961     | 44                  | 40                  | 27                  | 45                  | [ 57 ] |
| Primož Ulaga            | 20 lipca 1962        | –                   | –                   | 57                  | 13                  | [ 58 ] |
| Kanada (4)              |                      |                     |                     |                     |                     |        |
| David Brown             | 16 września 1965     | –                   | –                   | 51                  | 47                  | [ 59 ] |
| Horst Bulau             | 14 sierpnia 1962     | 41                  | 29                  | 38                  | 10                  | [ 60 ] |
| Steve Collins           | 13 marca 1964        | 28                  | 9                   | 25                  | 36                  | [ 61 ] |
| Ron Richards            | 5 czerwca 1963       | –                   | –                   | 29                  | 25                  | [ 62 ] |
| NRD (5)                 |                      |                     |                     |                     |                     |        |
| Matthias Buse           | 3 marca 1959         | –                   | –                   | 21                  | –                   | [ 63 ] |
| Holger Freitag          | 8 października 1963  | –                   | –                   | 35                  | –                   | [ 64 ] |
| Klaus Ostwald           | 26 sierpnia 1958     | –                   | 15                  | 13                  | 26                  | [ 65 ] |
| Stefan Stannarius       | 20 października 1961 | –                   | –                   | 4                   | 9                   | [ 66 ] |
| Jens Weißflog           | 21 lipca 1964        | –                   | –                   | 1                   | 2                   | [ 67 ] |
| Norwegia (6)            |                      |                     |                     |                     |                     |        |
| Rolf Åge Berg           | 14 kwietnia 1957     | –                   | –                   | 5                   | 52                  | [ 68 ] |
| Per Bergerud            | 28 czerwca 1956      | 18                  | 16                  | 46                  | –                   | [ 69 ] |
| Steinar Bråten          | 17 września 1962     | –                   | –                   | 18                  | –                   | [ 70 ] |
| Ole Christian Eidhammer | 15 kwietnia 1965     | –                   | –                   | –                   | 18                  | [ 71 ] |
| Ole Gunnar Fidjestøl    | 21 marca 1960        | –                   | –                   | –                   | 31                  | [ 72 ] |
| Vegard Opaas            | 11 stycznia 1962     | –                   | –                   | 8                   | 27                  | [ 73 ] |
| Polska (2)              |                      |                     |                     |                     |                     |        |
| Piotr Fijas             | 27 czerwca 1958      | 47                  | 14                  | 7                   | 17                  | [ 74 ] |
| Janusz Malik            | 30 września 1964     | –                   | –                   | 30                  | 46                  | [ 75 ] |
| RFN (4)                 |                      |                     |                     |                     |                     |        |
| Andreas Bauer           | 21 stycznia 1964     | –                   | –                   | 11                  | 7                   | [ 76 ] |
| Thomas Klauser          | 9 czerwca 1964       | –                   | –                   | 47                  | –                   | [ 77 ] |
| Peter Rohwein           | 26 czerwca 1962      | –                   | –                   | 44                  | 35                  | [ 78 ] |
| Georg Waldvogel         | 7 lipca 1961         | –                   | –                   | 22                  | 38                  | [ 79 ] |
| Stany Zjednoczone (5)   |                      |                     |                     |                     |                     |        |
| Landis Arnold           | 6 sierpnia 1960      | –                   | –                   | 28                  | –                   | [ 80 ] |
| Jeff Hastings           | 25 czerwca 1959      | –                   | –                   | 9                   | 4                   | [ 81 ] |
| Mike Holland            | 9 grudnia 1961       | –                   | –                   | 41                  | 37                  | [ 82 ] |
| Dennis McGrane          | 7 lipca 1962         | –                   | –                   | 33                  | 53                  | [ 83 ] |
| Reed Zuehlke            | 26 października 1960 | –                   | 45                  | –                   | 29                  | [ 84 ] |
| Szwajcaria (3)          |                      |                     |                     |                     |                     |        |
| Christian Hauswirth     | 23 grudnia 1965      | –                   | –                   | 48                  | –                   | [ 85 ] |
| Fabrice Piazzini        | 9 listopada 1965     | –                   | –                   | 53                  | 40                  | [ 86 ] |
| Hansjörg Sumi           | 19 stycznia 1959     | 9                   | 7                   | 32                  | 22                  | [ 87 ] |
| Włochy (3)              |                      |                     |                     |                     |                     |        |
| Massimo Rigoni          | 24 listopada 1961    | –                   | –                   | 16                  | 34                  | [ 88 ] |
| Sandro Sambugaro        | 6 lipca 1965         | –                   | –                   | 43                  | 44                  | [ 89 ] |
| Lido Tomasi             | 17 listopada 1955    | 38                  | 46                  | 21                  | 33                  | [ 90 ] |
| ZSRR (3)                |                      |                     |                     |                     |                     |        |
| Jurij Gołowszczikow     | 10 lipca 1963        | –                   | –                   | 50                  | 39                  | [ 91 ] |
| Giennadij Prokopienko   | 18 stycznia 1964     | –                   | –                   | 26                  | 30                  | [ 92 ] |
| Walerij Sawin           | 16 września 1965     | –                   | –                   | 31                  | –                   | [ 93 ] |

## Upadki
W drugiej serii konkursu na skoczni K90 skoku nie ustał Mike Holland, który upadł po uzyskaniu 87 metrów. W pierwszej serii zawodów na skoczni dużej odnotowano dwa upadki zawodników. Byli to: Dennis McGrane po skoku na 71 metrów oraz Rolf Åge Berg, który uzyskał 74 metry.

## Klasyfikacja Pucharu Świata po igrzyskach
W Pucharze Świata po Zimowych Igrzyskach Olimpijskich 1984 nie nastąpiła żadna znacząca zmiana wśród czołowych zawodników. Prowadzenie w PŚ utrzymał Jens Weißflog, na drugim miejscu pozostał Matti Nykänen, a na trzecim – Horst Bulau. Na czwarte miejsce spadł Klaus Ostwald, który wcześniej plasował się na trzecim miejscu ex aequo z Bulau. Poniżej znajduje się klasyfikacja Pucharu Świata 1983/1984 po rozegraniu konkursów w Sarajewie.
| Klasyfikacja PŚ po igrzyskach | Klasyfikacja PŚ po igrzyskach | Klasyfikacja PŚ po igrzyskach | Klasyfikacja PŚ po igrzyskach | Klasyfikacja PŚ po igrzyskach |
| Miejsce                       | Zawodnik                      | Państwo                       | Punkty                        | Strata do lidera              |
| ----------------------------- | ----------------------------- | ----------------------------- | ----------------------------- | ----------------------------- |
| 1.                            | Jens Weißflog                 | NRD                           | 170                           | –                             |
| 2.                            | Matti Nykänen                 | Finlandia                     | 117                           | 53                            |
| 3.                            | Horst Bulau                   | Kanada                        | 93                            | 77                            |
| 4.                            | Klaus Ostwald                 | NRD                           | 90                            | 80                            |
| 5.                            | Jeff Hastings                 | Stany Zjednoczone             | 89                            | 81                            |
| 6.                            | Primož Ulaga                  | Jugosławia                    | 81                            | 89                            |
| 7.                            | Per Bergerud                  | Norwegia                      | 64                            | 106                           |
| 8.                            | Vegard Opaas                  | Norwegia                      | 62                            | 108                           |
| 9.                            | Jari Puikkonen                | Finlandia                     | 61                            | 109                           |
| 10.                           | Jiří Parma                    | Czechosłowacja                | 60                            | 110                           |
| 10.                           | Armin Kogler                  | Austria                       | 60                            | 110                           |
| 12.                           | Andreas Bauer                 | RFN                           | 47                            | 123                           |
| 13.                           | Veli-Matti Ahonen             | Finlandia                     | 43                            | 127                           |
| 14.                           | Ole Gunnar Fidjestøl          | Norwegia                      | 41                            | 129                           |
| 15.                           | Manfred Steiner               | Austria                       | 40                            | 130                           |
| 15.                           | Masahiro Akimoto              | Japonia                       | 40                            | 130                           |
| 17.                           | Andreas Felder                | Austria                       | 39                            | 131                           |
| 18.                           | Holger Freitag                | NRD                           | 38                            | 132                           |
| 18.                           | Pavel Ploc                    | Czechosłowacja                | 38                            | 132                           |
| 20.                           | Pentti Kokkonen               | Finlandia                     | 37                            | 133                           |
| 20.                           | Piotr Fijas                   | Polska                        | 37                            | 133                           |
| 22.                           | Lido Tomasi                   | Włochy                        | 35                            | 135                           |
| 23.                           | Hansjörg Sumi                 | Szwajcaria                    | 32                            | 138                           |
| 24.                           | Miran Tepeš                   | Jugosławia                    | 24                            | 146                           |
| 25.                           | Halvor Asphol                 | Norwegia                      | 23                            | 147                           |
| 26.                           | Rolf Åge Berg                 | Norwegia                      | 22                            | 148                           |
| 26.                           | Vladimír Podzimek             | Czechosłowacja                | 22                            | 148                           |
| 28.                           | Hans Wallner                  | Austria                       | 21                            | 149                           |
| 29.                           | Stefan Stannarius             | NRD                           | 20                            | 150                           |
| 29.                           | Gérard Colin                  | Francja                       | 20                            | 150                           |
| 31.                           | Ladislav Dluhoš               | Czechosłowacja                | 16                            | 154                           |
| 32.                           | Jukka Kalso                   | Finlandia                     | 15                            | 155                           |
| 32.                           | Roger Ruud                    | Norwegia                      | 15                            | 155                           |
| 32.                           | Hroar Stjernen                | Norwegia                      | 15                            | 155                           |
| 32.                           | Franz Wiegele                 | Austria                       | 15                            | 155                           |
| 32.                           | Adolf Hirner                  | Austria                       | 15                            | 155                           |
| 32.                           | Ole Christian Eidhammer       | Norwegia                      | 15                            | 155                           |
| 38.                           | Markku Pusenius               | Finlandia                     | 14                            | 156                           |
| 39.                           | Steinar Bråten                | Norwegia                      | 12                            | 158                           |
| 39.                           | Fritz Esser                   | Austria                       | 12                            | 158                           |
| 39.                           | Peter Rohwein                 | RFN                           | 12                            | 158                           |
| 39.                           | Dennis McGrane                | Stany Zjednoczone             | 12                            | 158                           |
| 39.                           | Ernst Vettori                 | Austria                       | 12                            | 158                           |
| 44.                           | Ján Jelenský                  | Czechosłowacja                | 10                            | 160                           |
| 44.                           | Manfred Deckert               | NRD                           | 10                            | 160                           |
| 44.                           | Vidar Johansen                | Norwegia                      | 10                            | 160                           |
| 44.                           | Matthias Buse                 | NRD                           | 10                            | 160                           |
| 44.                           | Christian Hauswirth           | Szwajcaria                    | 10                            | 160                           |
| 44.                           | Thomas Klauser                | RFN                           | 10                            | 160                           |
| 50.                           | Landis Arnold                 | Stany Zjednoczone             | 8                             | 162                           |
| 50.                           | Vasja Bajc                    | Jugosławia                    | 8                             | 162                           |
| 52.                           | Massimo Rigoni                | Włochy                        | 6                             | 164                           |
| 52.                           | Børge Benum                   | Norwegia                      | 6                             | 164                           |
| 54.                           | Fabrice Piazzini              | Szwajcaria                    | 5                             | 165                           |
| 54.                           | Georg Waldvogel               | RFN                           | 5                             | 165                           |
| 54.                           | Satoru Matsuhashi             | Japonia                       | 5                             | 165                           |
| 54.                           | Tomaž Dolar                   | Jugosławia                    | 5                             | 165                           |
| 58.                           | David Brown                   | Kanada                        | 4                             | 166                           |
| 58.                           | Uli Boll                      | RFN                           | 4                             | 166                           |
| 60.                           | Alfred Groyer                 | Austria                       | 3                             | 167                           |
| 60.                           | Władimir Brejczew             | Bułgaria                      | 3                             | 167                           |
| 60.                           | Janusz Malik                  | Polska                        | 3                             | 167                           |
| 60.                           | Steve Collins                 | Kanada                        | 3                             | 167                           |
| 60.                           | Hirokazu Yagi                 | Japonia                       | 3                             | 167                           |
| 60.                           | Hubert Neuper                 | Austria                       | 3                             | 167                           |
| 66.                           | Ron Richards                  | Kanada                        | 2                             | 168                           |
| 66.                           | Masahiko Takahashi            | Japonia                       | 2                             | 168                           |
| 68.                           | Raimund Resch                 | Austria                       | 1                             | 169                           |
| 68.                           | Thomas Hasslberger            | RFN                           | 1                             | 169                           |
| 68.                           | Reed Zuehlke                  | Stany Zjednoczone             | 1                             | 169                           |
| 68.                           | Yatarō Watase                 | Japonia                       | 1                             | 169                           |